# Distrito de Socabaya

Mapa distrital de la provincia (ampliar para ver detalles.).

Mapa de la provincia de Arequipa en el Departamento de Arequipa, Perú.

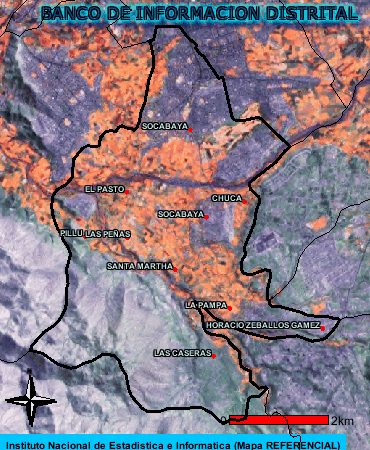
Imagen Satelital del Distrito de Socabaya.

El distrito de Socabaya es uno de los 29 distritos que conforman la provincia de Arequipa en el departamento de Arequipa, bajo la administración del Gobierno regional de Arequipa, en el sur del Perú.
Desde el punto de vista jerárquico de la Iglesia católica forma parte de la arquidiócesis de Arequipa.

## Historia
La historia del tradicional distrito de Socabaya, se remonta a la época pre inca por las evidencias arqueológicas de Maucallacta, Pillu, y otros.
Mucho más antes que se fundara Arequipa. En este valle ya habitaban españoles, los que seguramente vinieron escoltando a los primeros padres doctrineros y por lo agradable del clima y sus fértiles tierras deciden quedarse e iniciar en este pueblo su familia.
En la época colonial, documentos antiguos se conoce que Francisco Pizarro entregó en encomienda el Ayllu de Socabaya el 22 de enero de 1540 al capitán Diego Hernández, dándole además 170 indios propios de este Ayllu.
Posteriormente los evangelizadores de la Iglesia católica, construyeron una imponente Iglesia de San Fernando la cual fue destruida por el terremoto de 1582.
La nueva Iglesia fue construida en el nuevo Pueblo San Fernando del Valle de Socabaya, por el Padre e historiador Lic. Juan Domingo Zamácola y Jáuregui, inaugurándose el 25 de mayo de 1795, conjuntamente con otras obras. Por lo que se toma esta fecha como nacimiento del distrito.
Desde el punto de vista legal el distrito de Socabaya fue creado por ley N.º 12301 del 3 de mayo de 1955, otorgándole la categoría de pueblo.

### Batalla de Socabaya
El 7 de febrero de 1836, en Socabaya, en el cerro Alto la Luna (Urb. La Campiña), aconteció la batalla de Socabaya entre las fuerzas del General Felipe Santiago Salaverry y el Mariscal Boliviano Andrés de Santa Cruz. Felipe Santiago Salaverry, inicialmente resultaría victorioso en el puente de Uchumayo, pero días después sería completamente derrotado y fusilado en la plaza de Armas de Arequipa, el 18 de febrero del mismo año. Tras esta guerra se instauró de facto la Confederación Perú-Boliviana.

## Etimología
El nombre de Socabaya provendría de las palabras quechuas Succa Aya que significan “campo de los sepulcros”. En efecto que en tiempo pre-inca fue un cementerio, esto lo evidencian los varios tapados de piedra que se hallan en las laderas del cerro Pillu. De donde los españoles por corrección del idioma vinieron en llamarle Socabaya.

## Economía
Los padres de la compañía de Jesús, en Huasacache, incrementaron la Agricultura con plantaciones de maíz, papas, trigo, cebada, plantas forrajeras, vid, etc. que convirtió a Socabaya en despensa de la ciudad de Arequipa.

## Transporte
Las rutas de transporte masivo de pasajeros que circularán en el distrito de Socabaya son las siguientes:
| FASE OPERATIVA | FASE OPERATIVA          | FASE OPERATIVA | FASE OPERATIVA                              | FASE OPERATIVA                                     |
| Cuenca         | Concesionario           | Ruta *         | Ruta *                                      | Ruta *                                             |
| Cuenca         | Concesionario           | Código         | Desde                                       | Hasta                                              |
| -------------- | ----------------------- | -------------- | ------------------------------------------- | -------------------------------------------------- |
| C - 1          | Integra Arequipa S.A.C. | BT1            | Terminal Pesquero Río Seco (Cerro Colorado) | Urbanización Lara (Socabaya)                       |
| C - 1          | Integra Arequipa S.A.C. | BT2            | Urbanización Lara (Socabaya)                | Terminal Pesquero Río Seco (Cerro Colorado)        |
| C - 8          | Bus Characato S.A.      | A21            | Peregrinos (Yarabamba)                      | Terminal Terrestre (J.L.B.Y.R. / Hunter / Cercado) |
| C - 8          | Bus Characato S.A.      | T2             | Horacio Zeballos G. (Socabaya)              | Seguro Social (Cercado)                            |
| C - 9          | Emarsistran S.A.        | A11            | Horacio Zeballos G. (Socabaya)              | Estación Sur Lara (Socabaya)                       |
| C - 9          | Emarsistran S.A.        | A12            | La Campiña (Socabaya)                       | Estación Sur Lara (Socabaya)                       |
| C - 9          | Emarsistran S.A.        | A13            | Ampliación Socabaya (Socabaya)              | Tasahuayo (Socabaya)                               |
| C - 9          | Emarsistran S.A.        | A18            | El Pasto (Socabaya)                         | Urb. Dolores (J.L.B.Y.R.)                          |
| C - 9          | Emarsistran S.A.        | A44            | Los Cristales (Socabaya)                    | Parque Lambramani (Cercado)                        |
| C - 9          | Emarsistran S.A.        | T22            | Urb. Betania (J.L.B.Y R.)                   | Terminal Terrestre (J.L.B.Y R. / Hunter / Cercado) |
| C - 9          | Emarsistran S.A.        | T23            | La Campiña (Socabaya)                       | La Paz (Cercado)                                   |
| C - 9          | Emarsistran S.A.        | T36            | 4 de Octubre (Socabaya)                     | Seguro Social (Cercado)                            |
| C - 10         | Megabus AQP S.A.C.      | A22            | La Mansión (Socabaya)                       | Estación Sur Lara (Socabaya)                       |

* Las rutas operan en ambos sentidos.
IMPORTANTE:
- La Municipalidad Provincial de Arequipa (MPA), a través del SITransporte podrá crear rutas o extender recorridos de las rutas ya establecidas para la cobertura total del distrito.
- La tarifa del pasaje se pagará solo una vez, tendrá una duración de 59 minutos y se podrá realizar tres viajes como máximo.

## Autoridades

### Municipales
- 2019 - 2022[3]
  - Alcalde: ING. WUILBER MENDOZA APARICIO, del Movimiento Regional Arequipa Renace.
  - Regidores:

  1. Yenny Lourdes Abarca Ojeda (Arequipa Renace)
  2. Félix Raúl Medina Linares (Arequipa Renace)
  3. Cramer Henry Gonzáles Calderón (Arequipa Renace)
  4. Felipe Omar Anahua Quispe (Arequipa Renace)
  5. Karen Giovanna Gutiérrez Martínez (Arequipa Renace)
  6. Julio Ernesto Chalco Colque (Arequipa Renace)
  7. Romel Miguel Medina Romero Paredes (Juntos por el Desarrollo de Arequipa)
  8. Magaly Roxana Agramonte Gutiérrez (Movimiento Regional Arequipa Avancemos)
  9. Suly Esthany Failoc Linares de Manrique (Fuerza Arequipeña)

## Personas destacadas
- R. P. Victor M. Barriga historiador de Arequipa[4]
- Don Luis F. Díaz Pacheco, Alcalde de Socabaya cuando el cargo era ad honorem y los municipios no tenían rentas como ahora.
- Dr. Melitón Salas Tejada, médico de la Posta de San Martín de Socabaya, que con sus rifas logró la construcción de la misma.

## Festividades
- En el mes de septiembre es la festividad en homenaje a la Virgen María, que bajo el título de Nuestra Señora de los Remedios en su misterio de la Natividad, es la patrona del distrito, junto a San Fernando como homenaje al Rey de España, de donde toma su nombre.

- Señor de Qoyllorit'i
- Virgen de Chapi.
- Señor de los Milagros.